# Oomoto
Oomoto (japonês: 大本, literalmente "Grande Origem"), também conhecida como Oomoto-kyo (大本教), é uma instituição religiosa japonesa classificada como uma nova religião japonesa com raízes no Xintoísmo. Foi fundada em 1892, por Nao Deguchi (1836-1918). As guias espirituais têm sido predominantemente mulheres, mas o cofundador da Oomoto foi Onisaburo Deguchi (1871–1948), considerado uma figura importante como seishi (mestre espiritual). Desde 2001, o movimento tem sido liderado pela quinta guia espiritual, Kurenai Deguchi

## História da Oomoto
A Oomoto nasceu no dia de ano-novo de 1892, em Ayabe, prefeitura de Kyoto, nesse dia Kunitokotachi no Kami, através de Nao Deguchi, anunciou a “destruição e reconstrução de todos os mundos” e a construção do Mundo de Miroku (Mundo Ideal).
A Oomoto tem dois fundadores, a saber: Nao Deguchi e Onisaburo Deguchi. A Oomoto segue em conformidade com a vontade divina de que a líder espiritual seja a herdeira da genealogia e da autoridade dos fundadores desta sagrada tarefa.
A partir do ano de 1917 foi publicado o Fudesaki, a Escrita Sagrada, da Fundadora Nao Deguchi sob o título “Revelações Divinas” (em sete volumes).
No ano de 1921, começou a ser publicada a coleção Reikai Monogatari ("Contos do Mundo Espiritual"), ao todo 81 livros, cujo conteúdo foi ditado por Onisaburo Deguchi, que o viu e ouviu por ocasião de sua visão no Monte Takakuma.

## Ensinamento
O ensinamento fundamental da Oomoto é:
"Deus é o Espírito que anima todas as coisas, e o homem é o administrador de um governo universal. Quando o homem se une com Deus, manifestam-se uma autoridade e um poder infinitos."

## Seguidores famosos
- Morihei Ueshiba foi um dos seguidores mais conhecidos da Oomoto, fundador do Aikido, uma arte marcial da paz. A Oomoto realiza a cerimônia em memória ao falecimento de Ueshiba todos os anos em 29 de abril, no Santuário Aiki na cidade de Iwama.
- Mokiti Okada, o fundador da Igreja Messiânica Mundial (Sekai Kyusei Kyo), Foi um seguidor da Oomoto antes de fundar a sua própria religião.
- Masaharu Taniguchi, fundador da Seicho-no-ie, também foi um seguidor da Oomoto antes de fundar a sua própria religião.
- Mikao Usui, fundador do Sistema de Cura Usui Reiki Ryoho.